# Battlefield Heroes

Battlefield Heroes — екшн з мультиплікаційною графікою, що зараз розробляється EA Digital Illusions CE. Гра буде шутером з виглядом від третьої та першої особи. Планується випустити версію для комп'ютерів на базі Windows влітку 2009, Heroes стане першим продуктом з серії Battlefield, що буде випускатись Electronic Arts по новій моделі «Play 4 Free», в рамках якої ігри будуть розповсюджуватись безкоштовно, а прибуток надходитиме від реклами і мікротранзакцій. Реклама буде розміщена на сайті та в меню гри, а мікротранзакції дозволять купувати для персонажів додаткові аксесуари, котрі не впливатимуть на ігровий процес. Гра буде приділяти менше уваги навичкам персонажів та стратегії і матиме помірні системні вимоги, аби розширити аудиторію. Також система буде слідкувати, аби в одному місці збаралися гравці приблизно однакового рівня.

## Геймплей

Battlefield Heroes має класичний для серії Battlefield геймплей з різними класами персонажів та транспортними засобами.

Battlefield Heroes має модифіковану бойову систему за якої кожна команда отримує 50 tickets і два прапори на початку раунду. В мультиплеєрі потрібно буде вбивати ворогів аби зменшить кількість tickets і зберегти прапори Можна буде виграти, маючи більше прапорів ніж ворог і вбивши менше нього. Розробники кажуть, що можна буде прокачати персонажа до 40 чи 50 рівня. Будуть дві армії: Національна (червоний колір прапора) та Королівська (синій колір прапора). Зараз гра ведеться від третьої особи, але senior producer Ben Cousins заявив, що за потреби буде додано вид від першої особи. Час респауну становитиме 5 секунд. Гравці не обирають точку респауну, оскільки гра має «Intelligent Spawn System», що відроджує гравця в найближчій до бойових дій точці. Буде доступно дві карти, третя знаходиться в розробці.
Як і попередні ігри серії Battlefield Battlefield Heroes також матиме систему класів, але їх кількість зменшена до трьох: Командо (Commando), Солдат (Soldier) і Кулеметник (Gunner).

### Персонажі
Кожен акаунт буде мати чотири слоти для персонажів, аби гравці могли пограти за персонажів різних класів і фракцій.

#### Командо (Commando)
Командо — швидкий клас, що сеціаліується на стелсі, озброєний снайперською гвинтівкою та ножем. Гвинтівка, хоч і завдає значну шкоду супротивнику, не може вбити його з одного пострілу. Командо — персонаж типу «шпигун» і має невелику кількість здоров'я в порівнянні з іншими класами. Він може маскуватися та встановлювати пастки. Командо має підкочені чи короткі рукава в курток, довгі вузькі штани і беерти.

#### Солдат (Soldier)
Солдат — клас в якому рівномірно збалансовані швидкість і озброєння. Він використовує пістолет-кулемет і дробовик та має наступні навички: incendiary rounds, «health boost» (лікує союзників навколо), і throwing multiple grenades. Також завдяки «See-the-Enemy». солдат може виявляти ворожі позиції. При використанні навички, окреслюються всі супротивники, навіть, якщо ті знаходяться за стіною. Ефект триває 10 секунд і потребує 30 секунд на перезарядку. Солдати мають довгі куртки, напівдовгі штани та легкі каски.

#### Gunner
Gunner — найбільш «важкий» клас схожий на «Heavy» з Team Fortress 2. Він найповільніший але наякраще озброєний. Gunner використовує вогнемет та гранатомет. Вогнемет можна вдосконалювати. Серед навичок є можливість кидати свої і повертати гранати суперника. Gunner має довгі широкі куртки та штани і важкі каски.

### Речі
Можна буде обрати 12 аспектів зовнішнього вигляду вашого персонажу: Head, face, facial hair, helmet, jacket, boot, neck, chest, hand, waist, legs, and feet. Additional items available for purchase are eye patches, badges, hats, boots, helmets, goggles, belts, and gloves. Інші типи речей можливо будуть додані згодом, особливо, якщо цього захоче спільнота.

### Транспорт
Зараз відомо, що серед транспорту буде класичний Американський танк часів Другої світової (M4 Sherman), американський Jeep, німецький танк (Panzer IV), німецький Kübelwagen, британський літак часів Другої світової (Supermarine Spitfire), і німецький літак (Messerschmitt) for dogfighting. Гравці також зможуть розташовуватись на крилах літаків і вести вогонь звідти. Це було дозволено аби обмежити перевагу літаків над наземними бойовими одиницями.

## Закритий бета-тест
6 травня 2008 року в рамках першої фази релізу гри розпочався закритий бета-тест, куди було запрошено лише професійних бета-тестерів.